# Пошип
Пошип (хорв. Pošip или хорв. Pošip Bijeli) — технический (винный) и столовый сорт винограда, используемый для производства белых вин в Хорватии.

## История
Произошёл в результате естественного скрещивания сортов Златарица Блатска Биела (хорв. Zlatarica Blatska Bijela) × Братковина Биела (хорв. Bratkovina Bijela) на острове Корчула возле побережья Далмации.
Некоторое время считалось, что сорт имеет отношение к венгерскому сорту Фурминт (хорв. Pošipel), но в процессе генетических исследований выяснилось, что между сортами нет родства. Сорта Пошип Мали (хорв. Pošip Mali) и Пошип Црни (хорв. Pošip Crni) также не имеют отношения к Пошипу.
Сорт пережил нашествие филлоксеры в Европу благодаря тому, что в основном культивируется на песчаных почвах.
В 1967 году вино из сорта Пошип, произведённое в корчуланской общине Чара получило защиту по географическому указанию. Это первое белое вино, получившее ЗГУ в Хорватии, но не самое первое хорватское вино с ЗГУ, которым в 1961 году стало Дингач, красное вино из Плавац Мали.
К началу 2000х, известный калифорнийский винодел хорватского происхождения, Мильенко "Майк" Гргич, начал свои эксперименты с сортом, что повысило интерес широкой публики к Пошипу, и к 2009 им было занято почти 450 Га виноградников.

## География
Сорт является автохтоном Хорватии. Культивируется в центральной Далмации, на её побережье, и на острове Корчула, в районе общин Чара и Смоквица.

## Основные характеристики
Цветок обоеполый.
Грозди рыхлые.
Ягоды овальные, светло-зелёные, с загаром. Кожица тонкая. Мякоть сочная, сладкая.
Сорт раннего периода созревания.
Урожайность стабильно высокая.
Сорт незасухоустойчив. Восприимчив к оидиуму и мильдью.

## Характеристика вина
Из сорта производят полнотелые, но лёгкие и ароматные вина с высоким уровнем алкоголя (до 14 % об.). В аромате ванильные и миндальные тона, яблочные и цитрусовые ноты.
Иногда сорт используется для производства десертного вина Прошек.

## Синонимы
Некоторые синонимы названия сорта, это Pošip Bijeli, Pošip Veliki (Dubrovnik), Pošipak, Vgorski Bijeli.